# نظام تعليمي
يشير النظام التعليمي عمومًا إلى هيكل جميع المؤسسات وفرص الحصول على التعليم داخل الدولة. ويشمل جميع مؤسسات ما قبل المدرسة، بدءاً من التعليم الأسري و/أو التعليم في مرحلة الطفولة المبكرة، مروراً برياض الأطفال والمدارس الابتدائية والثانوية والثالثية، ثم المدارس الثانوية والكليات والكليات المعروفة أيضاً بالتعليم العالي (التعليم الجامعي). يشمل هذا الإطار أيضًا مؤسسات التعليم المهني والشخصي المستمر (الإضافي)، بالإضافة إلى المؤسسات التعليمية الخاصة.